# Pakistan Association of the Deaf
Il Pakistan Association of the Deaf (in lingua italiana Associazione dei Sordi Pakistani) è l'associazione della comunità sorda pakistana.